# كينمور (نيويورك)
كينمور (بالإنجليزية: Kenmore, New York)‏ هي منطقة سكنية تقع في الولايات المتحدة في مقاطعة إيري، نيويورك. يقدر عدد سكانها بـ 15,423 نسمة ومساحتها 3.7 كم2 وترتفع عن سطح البحر 187 متر.

## التركيبة السكانية
حدّد مكتب تعداد الولايات المتحدة بيانات التركيبة السكانية لكينمور في تعداد الولايات المتحدة. في ما يلي، التركيبة السكانية حسب تعدادي 2000 و2010.

### تعداد عام 2000
بلغ عدد سكان كينمور 16,426 نسمة بحسب تعداد عام 2000، وبلغ عدد الأسر 7,071 أسرة وعدد العائلات 4,234 عائلة مقيمة في القرية. في حين سجلت الكثافة السكانية 4,415.6 نسمة لكل كيلومتر مربع (11,436.4/ميل2). وبلغ عدد الوحدات السكنية 7,459 وحدة بمتوسط كثافة قدره 2,005.1 لكل كيلومتر مربع (5,193.2/ميل2).
وتوزع التركيب العرقي للقرية بنسبة 96.85% من البيض و0.99% من الأمريكيين الأفارقة و0.35% من الأمريكيين الأصليين و0.58% من الأمريكيين ذوي الأصول الآسيوية و0.04% من سكان جزر المحيط الهادئ و0.35% من الأعراق الأخرى و0.83% من عرقين مختلطين أو أكثر و1.30% من الهسبانيون أو اللاتينيون من أي عرق.
بلغ عدد الأسر 7,071 أسرة كانت نسبة 30.2% منها لديها أطفال تحت سن الثامنة عشر تعيش معهم، وبلغت نسبة الأزواج القاطنين مع بعضهم البعض 45.3% من أصل المجموع الكلي للأسر، ونسبة 11.6% من الأسر كان لديها معيلات من الإناث دون وجود شريك، بينما كانت نسبة 2.9% من الأسر لديها معيلون من الذكور دون وجود شريكة وكانت نسبة 40.1% من غير العائلات. تألفت نسبة 34.8% من أصل جميع الأسر من عدة أفراد يعيشون في نفس المنزل ونسبة 15.6% كانت تتألف من شخص يعيش بمفرده يبلغ من العمر 65 عاماً أو أكثر. وبلغ متوسط حجم الأسرة المعيشية 2.31، أما متوسط حجم العائلات فبلغ 3.04.
بلغ العمر الوسطي للسكان 38.5 عاماً. وكانت نسبة 23.3% من القاطنين تحت سن الثامنة عشر، وكانت نسبة 7.4% بين الثامنة عشر والرابعة والعشرين عاماً، ونسبة 30.4% كانت واقعةً في الفئة العمرية ما بين الخامسة والعشرين والرابعة والأربعين عاماً، ونسبة 22.4% كانت ما بين الخامسة والأربعين والرابعة والستين، ونسبة 15.8% كانت ضمن فئة الخامسة والستين عاماً فما فوق. يوجد لكل 100 أنثى 86.7 ذكر، ويوجد لكل 100 أنثى في الثامنة عشر من عمرها فما فوق 82.4 ذكر.
بلغ متوسط دخل الأسرة في القرية 42,252 دولارًا، أما متوسط دخل العائلة فبلغ 53,155 دولارًا. وكان متوسط دخل الذكور 38,371 دولارًا مقابل 26,875 دولارًا للإناث. وسجل دخل الفرد الخاص بالقرية 21,695 دولارًا. وكانت نسبة 3.5% من العائلات ونسبة 5.2% من السكان تحت خط الفقر، وكان من هؤلاء نسبة 6.1% تحت سن الثامنة عشر ونسبة 4.6% في الخامسة والستين من العمر وما فوق.

### تعداد عام 2010
بلغ عدد سكان كينمور 15,423 نسمة بحسب تعداد عام 2010، وبلغ عدد الأسر 7,036 أسرة وعدد العائلات 3,971 عائلة مقيمة في القرية. في حين سجلت الكثافة السكانية 4,146 نسمة لكل كيلومتر مربع (10,738.1/ميل2). وبلغ عدد الوحدات السكنية 7,387 وحدة بمتوسط كثافة قدره 1,985.8 لكل كيلومتر مربع (5,143.2/ميل2).
وتوزع التركيب العرقي للقرية بنسبة 92.79% من البيض و2.99% من الأمريكيين الأفارقة و0.60% من الأمريكيين الأصليين و0.97% من الأمريكيين ذوي الأصول الآسيوية و0.01% من سكان جزر المحيط الهادئ و0.70% من الأعراق الأخرى و1.95% من عرقين مختلطين أو أكثر و3.36% من الهسبانيون أو اللاتينيون من أي عرق.
بلغ عدد الأسر 7,036 أسرة كانت نسبة 26.5% منها لديها أطفال تحت سن الثامنة عشر تعيش معهم، وبلغت نسبة الأزواج القاطنين مع بعضهم البعض 39.7% من أصل المجموع الكلي للأسر، ونسبة 13% من الأسر كان لديها معيلات من الإناث دون وجود شريك، بينما كانت نسبة 3.8% من الأسر لديها معيلون من الذكور دون وجود شريكة وكانت نسبة 43.6% من غير العائلات. تألفت نسبة 36.9% من أصل جميع الأسر من عدة أفراد يعيشون في نفس المنزل ونسبة 13.6% كانت تتألف من شخص يعيش بمفرده يبلغ من العمر 65 عاماً أو أكثر. وبلغ متوسط حجم الأسرة المعيشية 2.19، أما متوسط حجم العائلات فبلغ 2.90.
بلغ العمر الوسطي للسكان 39.7 عاماً. وكانت نسبة 20.7% من القاطنين تحت سن الثامنة عشر، وكانت نسبة 8.5% بين الثامنة عشر والرابعة والعشرين عاماً، ونسبة 27.8% كانت واقعةً في الفئة العمرية ما بين الخامسة والعشرين والرابعة والأربعين عاماً، ونسبة 28.5% كانت ما بين الخامسة والأربعين والرابعة والستين، ونسبة 14.5% كانت ضمن فئة الخامسة والستين عاماً فما فوق. وتوزع التركيب الجنسي للسكان بنسبة 46.7% ذكور و53.3% إناث.

## أعلام
- إدوارد د. هيد
- وينفيريد ستانلي
- كريس لي